# Rajon Konotop
Der Rajon Konotop (ukrainisch Конотопський район Konotopskyj rajon; russisch Конотопский район Konotopski rajon) ist ein ukrainischer Rajon mit etwa 190.000 Einwohnern. Er liegt in der Oblast Sumy und hat eine Fläche von 5191 km², der Verwaltungssitz befindet sich in der namensgebenden Stadt Konotop.

## Geographie
Der Rajon liegt im mittleren Westen der Oblast Sumy und grenzt im Norden an den Rajon Schostka, im Osten an Russland (Oblast Kursk, Rajon Gluschkowo), im Südosten an den Rajon Sumy, im Süden an den Rajon Romny, im Südwesten an den Rajon Pryluky (in der Oblast Tschernihiw gelegen), im Westen an den Rajon Nischyn (Oblast Tschernihiw) sowie im Nordwesten an den Rajon Nowhorod-Siwerskyj (Oblast Tschernihiw).

## Geschichte
Der Rajon wurde am 7. März 1923 gegründet. Am 17. Juli 2020 kam es im Zuge einer großen Rajonsreform zur Auflösung des alten Rajons und einer Neugründung unter Vergrößerung des Rajonsgebietes um die Rajone Buryn, Krolewez und Putywl sowie der bis dahin unter Oblastverwaltung stehenden Stadt Konotop.

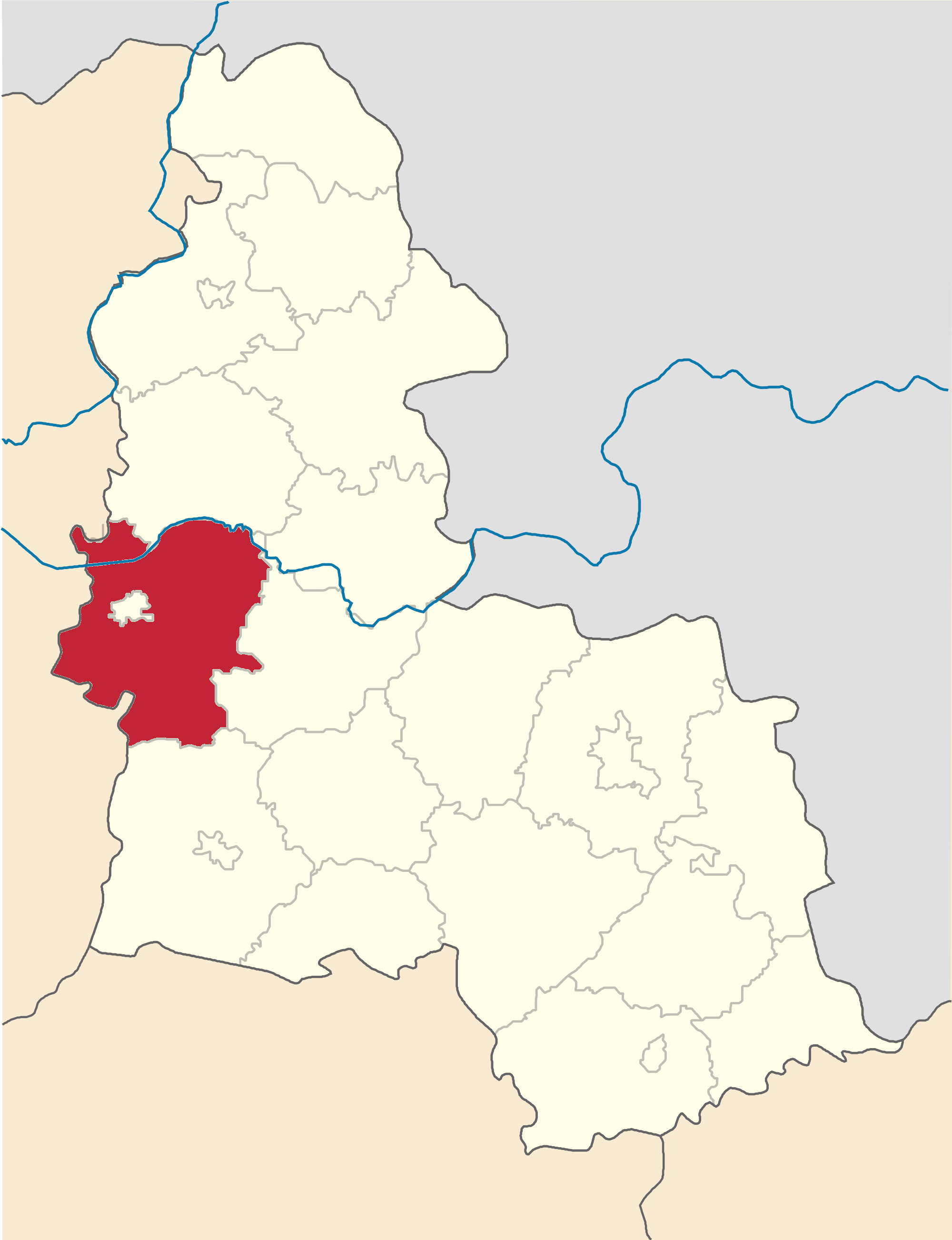
Rajon Konotop bis Juli 2020
Rajonsgebiet ab Juli 2020

## Administrative Gliederung
Auf kommunaler Ebene ist der Rajon in 8 Hromadas (4 Stadtgemeinden, 1 Siedlungsgemeinde und 3 Landgemeinden) unterteilt, denen jeweils einzelne Ortschaften untergeordnet sind.
Zum Verwaltungsgebiet gehören:
- 4 Städte
- 1 Siedlung städtischen Typs
- 290 Dörfer
- 16 Ansiedlungen

Die Hromadas sind im Einzelnen:
- Stadtgemeinde Konotop
- Stadtgemeinde Buryn
- Stadtgemeinde Krolewez
- Stadtgemeinde Putywl
- Siedlungsgemeinde Dubowjasiwka
- Landgemeinde Botschetschky
- Landgemeinde Nowa Sloboda
- Landgemeinde Popiwka